# Бухта Броутона
Бухта Броутона — бухта на северо-восточном берегу острова Симушир. Вход в бухту расположен между мысом Советский и мысом Сторожевой. Открыта к северу, вдаётся в остров на 5,7 км. Ширина входа в бухту — около 250 м. Глубина — свыше 200 м.
На берегу бухты гора Уратман (678 м), по склонам которой произрастает таёжная растительность, спускающаяся прямо к воде бухты, не образуя пляжа. Только в северо-восточной части берег низменный. Вход в бухту, в отличие от неё самой, мелководен.
Ранее он был также и очень узок: для его расширения пришось провести взрывные и прочие дноуглубительные работы.
В северо-восточной части бухты располагался населённый пункт Кратерный, в котором в советское время предполагалось построить военно-морскую базу Тихоокеанского флота, а позже разрабатывался проект строительства постоянного геологического могильника для ядерных отходов. В настоящее время побережье бухты, как и весь остров, не заселено.
Названа в 1811 году в честь британского мореплавателя Уильяма Броутона.
Административно бухта входит в Сахалинскую область России.